# Петър Терзиев
Петър Ангелов Терзиев е български художник и илюстратор.

## Биография
Петър Терзиев е роден на 15 май 1954 г. в Елхово. През 1983 г. завършва НХА със специалност илюстрация и оформление на книгата в класа на проф. Румен Скорчев.
Илюстрирал е и оформил над 100 книги и учебници. Работил е и в областта на монументалното изкуство – Летище София, Музей на занаятите – Разлог, музей в Радоновата къща – Банско. Преподавал е в Националното училище за изящни изкуства „Илия Петров“.
Има участия както в национални изложби, свързани с илюстрация и изкуство на българската книга, и на форуми, представящи българската графика в чужбина – Москва, Санкт Петербург, Будапеща, Лисабон, Феодосия, Виена, Амстердам, Берлин. Участник е в множество графични международни биеналета – Тузла, Радом, Хавана, Лодз, Варна, Габрово.